# 데시미터
데시미터(영국 영어: decimetre, 미국 영어: decimeter, 단위: dm)는 미터의 십분의 일에 해당하는 길이의 단위이다. 현재 길이의 SI 기본 단위다. 간단하게 센티미터로 써서 10cm다. 과학적 표기법으로는 100×10-3 m(공학 기호법) 또는 1 E-1 m(지수 기호법) — 각각 10 × 1 cm 또는 1 m / 10를 의미한다. 부피를 재는 단위인 1 세제곱데시미터는 1리터다. (1901년과 1964년 단위 사이에는 약간의 개념적 차이가 있다.)

## 데시미터 단위의 길이
- 극초단파(UHF)의 최단파장[2]: 1 dm (10 cm)
- 가장 대중적인 광디스크의 규격 사이즈[3] 직경: 1 dm (12 cm)
- ISM 밴드(2.45GHz)의 파장: 1 dm (12 cm)
- 참새의 평균 키: 1 dm (15 cm)
- PHS 전파의 파장[4]: 2 dm (16 cm)
- 세계 최대의 딱정벌레의 평균 체장: 2 dm (17 cm)
- 1.5GHz 대역 휴대전화(2G)의 전파의 파장: 2 dm (20 cm)
- 배구공의 지름: 2 dm (20 cm)
- A5 용지의 세로 길이: 2 dm (21 cm)
- 축구공의 지름: 2 dm (22 cm)
- 농구공의 지름: 2 dm (24 cm)
- 인간 식도의 평균 길이: 3 dm (25 cm)
- B5 용지의 세로 길이: 3 dm (25 cm)
- A4 용지의 세로 길이: 3 dm (29 cm)
- 1피트: 3 dm (30 cm)
- B4 용지 크기:4 dm (36 cm)
- 고양이 꼬리의 평균 길이: 4 dm (40 cm)
- A3 용지의 세로 길이: 4 dm (42 cm)
- B3 용지의 세로 길이: 5 dm (51 cm)
- 신문(타블로이드판)의 길이: 5 dm (54 cm)
- 큰부리까마귀의 평균 길이: 6 dm (56 cm)
- A2 용지의 세로 길이: 6 dm (59 cm)
- 유럽의 일반적인 싱크대의 깊이: 6 dm (60 cm)
- B2 용지 크기: 7 dm (72 cm)
- 고양이의 평균 체장(머리 몸통 길이): 8 dm (75 cm)
- A1 용지 크기: 8 dm (84 cm)
- 1야드: 9 dm (91 cm)
- 미터: 10 dm (100 cm)

## 같이 보기
- 1 E-1 m
- 미터
- 데시